# F1 2016
F1 2016 — гоночная игра, основанная на сезоне 2016 Формулы-1. Это седьмая игра про Формулу-1 от студии Codemasters Birmingham, а также восьмая игра на эту тему, изданная компанией Codemasters. Релиз игры состоялся в августе 2016 года на PlayStation 4, Xbox One и Windows в странах Европы, Северной Америки, а также в Австралии. В сентябре релиз игры состоялся в Японии. На консолях игру можно приобрести как на жёстком носителе, так и в цифровом виде. Осенью игра также вышла на мобильных платформах. Feral Interactive выпустил игру для macOS 6 апреля 2017 года.
Игра базируется на чемпионате мира по Формуле-1 сезона 2016 года: релиз игры состоялся во время длительного августовского перерыва в сезоне. В игре присутствует множество режимов, среди которых режим карьеры, чемпионат, быстрая гонка, многопользовательская игра и другие. F1 2016 предоставляет игроку выбор из большого количества опций, чтобы оптимизировать игровой процесс в соответствии с желанием игрока. В игре также присутствуют два англоязычных комментатора — это Дэвид Крофт и Энтони Дэвидсон. Музыкальное сопровождение игры включает ряд электронных композиций, записанных британским композитором Марком Найтом.
Игра получила хорошие отзывы в прессе, журналисты хвалили в основном режим карьеры, звуковое сопровождение и комфортное управление, однако отмечали и некоторые минусы, среди которых устаревающая графика, искусственный интеллект противников и недостаточно реалистичная физика. Спустя некоторое время после релиза игра возглавила рейтинг продаж в Великобритании, опередив такие игры как No Man's Sky и Overwatch.

## Чемпионат
Codemasters владеют лицензией на выпуск игр про Формулу-1, по этому все команды, болиды, пилоты и трассы в игре соответствуют тем, которые были представлены в реальном сезоне 2016. Следует заметить, что не все изменения в составах команд по ходу сезона отражены в игре, в игру попала перестановка пилотов двух команд Red Bull, таким образом Макс Ферстаппен тут является пилотом Red Bull Racing, а Даниил Квят выступает за Scuderia Toro Rosso, однако в игре отсутствует Эстебан Окон, который заменил Рио Харьянто в команде Manor Racing перед Гран-при Бельгии. В зависимости от выбранного режима игрок может либо выступать за самого себя вместо одного из пилотов в режиме карьеры, либо в роли одного из представленных в игре пилотов в режиме чемпионат.
| Команда                       | Пилоты                           |
| ----------------------------- | -------------------------------- |
| Mercedes AMG Petronas F1 Team | Льюис Хэмилтон Нико Росберг      |
| Scuderia Ferrari              | Себастьян Феттель Кими Райкконен |
| Williams Martini Racing       | Фелипе Масса Валттери Боттас     |
| Red Bull Racing               | Даниэль Риккардо Макс Ферстаппен |
| Sahara Force India F1 Team    | Серхио Перес Нико Хюлькенберг    |
| Renault Sport Formula 1 Team  | Кевин Магнуссен Джолион Палмер   |
| Scuderia Toro Rosso           | Даниил Квят Карлос Сайнс-мл.     |
| Sauber F1 Team                | Маркус Эрикссон Фелипе Наср      |
| McLaren Honda                 | Фернандо Алонсо Дженсон Баттон   |
| Manor Racing MRT              | Рио Харьянто Паскаль Верляйн     |
| Haas F1 Team                  | Ромен Грожан Эстебан Гутьеррес   |

| Гран-при                | Трасса                          |
| ----------------------- | ------------------------------- |
| Гран-при Австралии      | Альберт-Парк                    |
| Гран-при Бахрейна       | Сахир                           |
| Гран-при Китая          | Шанхай                          |
| Гран-при России         | Сочи Автодром                   |
| Гран-при Испании        | Барселона-Каталунья             |
| Гран-при Монако         | Монте-Карло                     |
| Гран-при Канады         | Автодром имени Жиля Вильнёва    |
| Гран-при Европы         | Баку                            |
| Гран-при Австрии        | Ред Булл Ринг                   |
| Гран-при Великобритании | Сильверстоун                    |
| Гран-при Венгрии        | Хунгароринг                     |
| Гран-при Германии       | Хоккенхаймринг                  |
| Гран-при Бельгии        | Спа-Франкоршам                  |
| Гран-при Италии         | Монца                           |
| Гран-при Сингапура      | Марина-Бей                      |
| Гран-при Малайзии       | Сепанг                          |
| Гран-при Японии         | Судзука                         |
| Гран-при США            | Трасса Америк                   |
| Гран-при Мексики        | Автодром имени братьев Родригес |
| Гран-при Бразилии       | Интерлагос                      |
| Гран-при Абу-Даби       | Яс Марина                       |

## Геймплей

### Основы
Единственный используемый в игре транспорт — это болиды с открытыми колёсами класса Формулы-1. Игроку предоставляется богатый набор опций, с помощью которого тот сможет настроить сложность игры, реалистичность управления и поведения болида, силу повреждений, включить или выключить помощь в управлении и многое другое. Также разработчики дают возможность осуществлять настройку болида перед заездом, что может повлиять на некоторые его характеристики, вроде максимальной скорости, управляемости и устойчивости болида на трассе. Также можно регулировать количество загружаемого топлива непосредственно перед гонкой, либо любым другим заездом, что также отражается на характеристиках болида. Перед долгой гонкой можно самостоятельно настроить стратегию пит-стопов, узнать прогноз погоды и проехать прогревочный круг.
Игрок также имеет возможность настраивать величину гонки, длина которой может быть от 3 кругов до известной официальной дистанции. В игре присутствует сложная погодная система, которая позволяет выбрать на трассе статичную погоду, переменную, либо создать собственный погодный сценарий. Также можно изменять время старта сессии и скорость течения этого времени, что позволяет увидеть ночные трассы днём, а дневные ночью. В игре восемь уровней сложности с возрастанием которых увеличивается скорость и навыки противников.
Разработчики вернули в игру машину безопасности. Она появляется на трассе в том случае, если случилась какая-либо серьёзная авария или заминка.

### Режимы
F1 2016 содержит в себе обширный выбор из различных режимов. Среди них есть как одиночные, так и многопользовательские.
В игру вновь вернулся режим карьеры, который отсутствовал в прошлой игре серии, таким образом это первый раз, когда он добрался до консолей восьмого поколения. Карьера претерпела некоторые изменения, однако суть осталась та же, что и раньше: игрок может играть за настраиваемую личность, менять команды и развивать болид на протяжении 10 сезонов. Также присутствует усложнённый режим карьеры, где все настройки установлены как наиболее сложные и реалистичные без возможности их изменить.
Режим Чемпионат предлагает игроку выбрать сложность и команду и реального пилота, а затем на протяжении 21 Гран-при соревноваться за титул чемпиона мира и Кубок конструкторов.
В Быстрой гонке можно играть за любого реального пилота на протяжении одной гонки, либо настраиваемого чемпионата. Длина уик-энда, сложность и реалистичность также настраиваются игроком, также доступна настройка погоды и времени.
В многопользовательской игре присутствует выбор из режимов различной сложности. Сама игра предлагает три подобные заготовки на выбор, которые отличаются друг от друга длиной сессии, повреждениями и возможностью делать пит-стопы, но также можно создать полностью настраиваемую сессию по желанию игроков.
Режим Заезд на время предлагает игроку поставить лучшее время на трассе. Выбор этапов и болидов не ограничен, можно настраивать различную погоду и сложность. Если у игрока есть соединение с интернетом, то появится возможность соревноваться с временами других игроков.
Также есть ещё режим Событие — уникальный загружаемый гоночный сценарий со специфическими целями и задачами.

### Формат Гран-при

Изображение стартовой прямой перед гонкой на Сочи Автодроме в F1 2016.

Гоночный уик-энд состоит из трёх тренировочных сессий, квалификации, которая поделена на три сегмента, прогревочного круга и гонки. Величину каждой из этих сессий можно выбирать в настройках игры, также можно пропустить любой из этих этапов и перейти сразу к гонке, в таком случае позиция игрока будет определена в зависимости от режима и выбранной команды. Суть тренировочных сессий состоит в том, чтобы подобрать наиболее оптимальные настройки болида для данной трассы. В режиме карьеры на тренировках также можно выполнять некоторые программы, за которые игрок будет заработать ресурсы для улучшения болида. Во время квалификации нужно показать лучшее время в каждом из трёх сегментов. После окончания первого сегмента во второй проходят первые 16 пилотов, затем гонщики снова должны показать лучшее время круга, чтобы попасть в десятку лучших, которые проходят в финальный третий сегмент. После его окончания формируется стартовая решётка. С настройками болида нужно определиться до старта квалификации, ведь потом их нельзя будет изменить вплоть до конца уик-энда, однако это правило можно отключить в настройках игры. Перед гонкой даётся возможность проехать прогревочный круг, это нужно для того, чтобы разогреть резину и тормоза, что поможет на старте. Последним симулятором Формулы-1, в котором появлялась такая возможность была игра Formula One Championship Edition от Studio Liverpool, которая вышла примерно за десять лет до релиза F1 2016. Сразу после прогревочного круга идёт гонка, в ходе которой нужно занять как можно более высокую позицию. По ходу гонки игрок может заезжать в боксы, чтобы поменять резину, починить болид или отбыть штраф. После конца гонки можно увидеть подиум с детально воссозданными пилотами, а также радость боссов команд, внешность которых также была срисована с реальных людей. Затем можно ознакомиться с итогами гонки и посмотреть повтор.

## Карьера
Как уже упоминалось выше, в игру вернули режим карьеры, которого, по каким-то причинам, не было в F1 2015. Сначала игроку предлагается выбрать имя, национальность, номер, лицо и выбрать цвета шлема. Далее игроку предстоит выбрать команду, за которую он хочет начать свой первый сезон. На выбор доступны все команды, однако требования в каждой из них сильно отличаются друг от друга. Не во всех прошлых играх серии позволяли сразу начать выступления за сильную команду. В ходе первого уик-энда игрока познакомят с двумя персонажами: это Эмма Дженкинс — агент игрока, которая будет постоянно передавать информацию о требованиях руководства и о возможностях подписания контракта с другими командами, а также Крис — техник, который будет снабжать игрока информацией об обновлениях болида. Во время любой сессии, будь то свободные заезды, квалификация или гонка, зарабатываются очки ресурсов, за которые потом можно будет разработать обновления, таким образом наращивая потенциал выбранной команды и развивая характеристики болида. Обновления всегда устанавливаются ко следующему уик-энду от начала их разработки. Модернизации подвергаются следующие параметры: мощность двигателя, расход топлива, вес шасси, прижимная сила и лобовое сопротивление. Каждый из параметров можно улучшить пять раз, при этом каждое следующее улучшение в одной области увеличивается в цене. Стоит добавить, что не только игрок занимается разработкой улучшений для своего болида, другие команды также участвуют в гонке технологий. Если игрок будет превосходить напарника и ожидания команды, то его сделают первым пилотом, в таком случае после Гран-при он будет зарабатывать ещё больше очков ресурсов. В прошлых играх серии карьера длилась не более 5 сезонов, но в F1 2016 режим карьеры позволяет участвовать в гонках на протяжении целых 10 сезонов.

## Разработка и продвижение

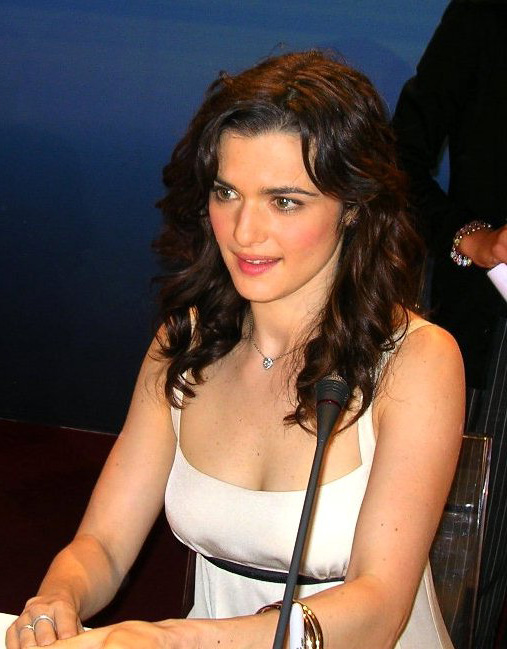
Актриса Рэйчел Вайс приняла участие в озвучивании F1 2016.

Впервые скриншоты игры появились на выставке Е3 2016 раньше, чем был показан первый трейлер или тизер. Codemasters заявили, что игрокам вновь станет доступен режим карьеры, которого не было в F1 2015. Также стало известно, что на этот раз станет возможно преодолеть путь в десять игровых сезонов, что на пять больше, чем в прошлых играх, а также, что в игре появятся все Гран-При, которые есть в сезоне 2016, включая новую трассу в Баку. Также должны появиться все 11 команд и все 22 пилота этого сезона. Помимо этого разработчики сказали, что вернут машину безопасности, которая также отсутствовала в прошлой игре. Кроме этого было заявлено, что в игре появится режим виртуальной машины безопасности, что является внутриигровым отражением реального правила Формулы-1, когда в течение некоторого времени пилоты обязаны двигаться по трассе в определённом темпе вплоть до момента завершения этого режима. Одним из первых опубликованных материалов по игре стало видео с демонстрацией трассы в Баку, где пилоты Формулы-1 Джолион Палмер и Даниэль Риккардо делятся своими впечатлениями от игры. Одновременно с этим видео была объявлена дата релиза игры, который планировался 19 августа этого года. Сразу после этого открылся предзаказ игры, за него давали дополнение F1 2016 Career Booster DLC Pack, которое включало бонусы для разработок и исследований в карьерном режиме, новый дизайн шлемов и иконку для мультиплеерного режима. 6 июля Codemasters показали игровой процесс на австрийской трассе Red Bull Ring. Через день после этого был опубликован официальный трейлер игры, который предлагал потребителю «создать свою легенду», что в очередной раз напоминало о возвращении режима карьеры. Вместе с этим было объявлено, что сетевой режим игры будет поддерживать игровую сессию на 22 игрока одновременно. Помимо этого появилась информация, что F1 2016 будет использовать современную защиту от взлома Denuvo. Помимо этого стало известно, что обновлённый режим карьеры будет самым глубоким, интересным и проработанным за всю серию. Codemasters подтвердили, что их игра выдаёт 60 кадров в секунду при разрешении 1080p на PlayStation 4 и 900p на Xbox One. В разработке игры принимали участие британские журналисты Дэвид Крофт и Энтони Дэвидсон, которые стали комментаторами внутри игры, а также оскароносная актриса Рэйчел Вайс, которая озвучила агента игрока. Музыкальное сопровождение игры было записано британским музыкантом Марком Найтом в жанре электронной музыки. Ранее он уже имел опыт написания саундтрека к играм серии.

## Отзывы
| Сводный рейтинг     | Сводный рейтинг            |
| Агрегатор           | Оценка                     |
| ------------------- | -------------------------- |
| GameRankings        | XONE: 84,50 % PS4: 81,93 % |
| Metacritic          | 82/100                     |
| Иноязычные издания  |                            |
| Издание             | Оценка                     |
| Eurogamer           | 70                         |
| Game Informer       | 80                         |
| GameSpot            | 80                         |
| IGN                 | 88                         |
| The Daily Telegraph | 80                         |

Игра получила более тёплый приём в прессе, чем прошлая часть серии.
Летом 2018 года, благодаря уязвимости в защите Steam Web API, стало известно, что точное количество пользователей сервиса Steam, которые играли в игру хотя бы один раз, составляет 318 467 человек.